# Anna Jurczyńska
Anna Jurczyńska (ur. 4 maja 1926 w Wieliczce, zm. 19 października 2009) – polska szachistka, mistrzyni międzynarodowa od 1981 r., wielokrotna mistrzyni Polski w szachach.

## Kariera szachowa
Od początku lat pięćdziesiątych do końca lat 70. należała do ścisłej czołówki polskich szachistek. W 1953 r. zadebiutowała w finale mistrzostw Polski, zajmując w Sopocie VI miejsce. Do 1983 r. w finałowych turniejach o mistrzostwo kraju wystąpiła 28 razy, zdobywając 10 medali: 5 złotych (1962, 1965, 1973, 1974 i 1978), 2 srebrne (1956 i 1970) oraz 3 brązowe (1955, 1964 i 1968). W swoim dorobku posiadała również dwa złote medale drużynowych mistrzostw Polski, które zdobyła w latach 1957 i 1962, reprezentując klub KKSz Kraków.
Dwukrotnie, w latach 1969 i 1978, reprezentowała Polskę na szachowych olimpiadach, życiowy sukces osiągając w 1978 r. w Buenos Aires, kiedy to zdobyła trzecie miejsce za indywidualny wynik na III szachownicy. Łącznie rozegrała 17 olimpijskich partii, w których zdobyła 12 punktów.
W 1968 r. podzieliła I miejsce (wspólnie z Zsuzsą Makai) w międzynarodowym turnieju w Piotrkowie Trybunalskim, natomiast w 1974 r. podzieliła II miejsce (za Gertrude Baumstark, wspólnie z m.in. Grażyną Szmacińską i Henrijetą Konarkowską-Sokolov) w kobiecym turnieju im. PKWN w Lublinie.
Oprócz gry w turniejach klasycznych, brała również udział w rozgrywkach korespondencyjnych, także na tym polu osiągając wiele sukcesów (m.in. uczestniczyła w VI finale indywidualnych mistrzostw świata, zajmując w nim X miejsce). W roku 1977 otrzymała tytuł mistrzyni międzynarodowej w szachach korespondencyjnych (za wynik uzyskany na I szachownicy w I Olimpiadzie Kobiet rozgrywanej w latach 1974-1979).
Od 2006 r. była członkiem honorowym Polskiego Związku Szachowego.